# La Gnome-mobile
Pour plus de détails, voir Fiche technique et Distribution.
La Gnome-mobile ou Les Petits Hommes de la forêt (The Gnome-Mobile) est un film américain de Robert Stevenson, sorti en 1967 et tiré du le roman d'Upton Sinclair En Gnomobile à travers l'Amérique (The Gnomobile) paru en 1936.

## Synopsis
D.J. Mulrooney est le directeur d'une importante société de vente de bois mais c'est aussi un grand-père excentrique et passionné avec un côté assommant. Il a acheté une vieille forêt inviolée pour la préserver et pouvoir montrer à ses descendants la majesté des Séquoias. Pour se rendre à Seattle à la rencontre de clients, Mulrooney prend sa Rolls-Royce Phantom II de 1930 customisée et ses petits-enfants Elizabeth et Rodney. Ils traversent la forêt préservée à bord du bolide acheté comme l'indique Ralph Yarby, responsable de la sécurité après que Mulrooney a accumulé son premier million de dollars.
Dans la forêt Elizabeth rencontre un gnome nommé Jasper qui est à la recherche d'une épouse mais ne trouve plus aucune communauté gnome. Elle lui promet de l'aider et décide de demander de l'aide à son frère et son grand-père. Jasper apparaît devant eux avec quelques réticences. Jasper leur présente son grand-père Knobby âgé de 943 ans et qui possède un caractère proche de Mulrooney, passionné et peu patient. Knobby souffre d'une maladie spécifique aux gnomes, la "disparition" qui consiste à devenir semi-transparent périodiquement en raison d'une perte de l'envie de vivre. La raison profonde est que Knobby pense que lui et Jasper sont les derniers de leurs espèces. Knobby fait montre d'une forte haine envers les humains qui endommagent la forêt et les lieux des vieux gnomes mais devant l'insistance de Jasper, il accepte d'être aidé par Mulrooney et ses petits enfants. Ils partent ensemble et la Rolls-Royce est surnommée par les enfants la « Gnome-Mobile. »

## Fiche technique
- Titre original : The Gnome-Mobile
- Titres français : La Gnome-mobile ; Les Petits Hommes de la forêt[1]
- Réalisation : Robert Stevenson assisté de Paul Cameron et Arthur J. Vitarelli (seconde équipe)
- Scénario : Ellis Kadison d'après The Gnomobile d'Upton Sinclair
- Direction artistique : Carroll Clark, William H. Tuntke
- Décors : Emile Kuri, Hal Gausman
- Costumes : Bill Thomas (supervision), Chuck Keehne, Neva Rames
- Coiffures : La Rue Matheron
- Maquillages : Pat McNalley
- Photographie : Edward Colman
- Effets spéciaux : Eustace Lycett, Robert A. Mattey
- Effets visuels : Peter Ellenshaw (artiste matte)
- Son : Robert O. Cook (supervision), Dean Thomas (mixeur)
- Montage : Norman R. Palmer (image) ; Evelyn Kennedy (musique)
- Musique : Buddy Baker
  - Orchestrations : Wayne Robinson
  - Chansons : Richard M. Sherman et Robert B. Sherman (The Gnome-Mobile)
- Production : Walt Disney, James Algar (coproducteur), Joseph L. McEveety (directeur de production)
- Société de production : Walt Disney Productions
- Société de distribution : Buena Vista Distribution Company
- Pays d'origine : États-Unis
- Langue : anglais
- Format : Couleurs - 35 mm - 1,75:1 - Mono
- Durée : 84 minutes
- Date de sortie :
  - États-Unis : 12 juillet 1967

Sauf mention contraire, les informations proviennent des sources concordantes suivantes : Leonard Maltin, Dave Smith, John West et IMDb

## Distribution
- Walter Brennan (VF : Roger Carel / Teddy Bilis) : D. J. Mulrooney / Knobby
- Matthew Garber (VF : Mark Lesser) : Rodney
- Karen Dotrice (VF : Séverine Morisot) : Elizabeth
- Richard Deacon (VF : René Beriard) : Ralph Yarby
- Tom Lowell (VF : Roger Lumont) : Jasper
- Sean McClory (VF : Philippe Dumat) : Horatio Quaxton
- Ed Wynn (VF : Jean-Henri Chambois) : Rufus, le roi des gnomes
- Jerome Cowan (VF : Henri Virlojeux) : Dr Ramsey
- Charles Lane (VF : Jacques Marin) : Dr Scoggins
- Norman Grabowski (VF : Jean Michaud) : l'infirmier
- Gil Lamb (VF : Fred Pasquali) : le pompiste
- Maudie Prickett (VF : Jeanine Forney) : Katie Barrett
- Cami Sebring (VF : Claude Chantal) : Violet
- Ellen Corby (VF : Gérard Hernandez) : Etta Pettibone
- Frank Cady (VF : Serge Lhorca) : Charlie Pettibone
- Susan Flannery : Hôtesse de l'air
- Pamela Gail, Susan Gates, Jacki Ray, Joyce Monges, Susan Henning, Benny Henning : gnomes

Sauf mention contraire, les informations proviennent des sources suivantes : John West, Dave Smith et IMDb

## Sorties cinéma
Sauf mention contraire, les informations suivantes sont issues de l'Internet Movie Database.
- États-Unis : 12 juillet 1967 (première), 19 juillet 1967
- Finlande : 10 novembre 1967
- Danemark : 10 avril 1968
- Suède : 17 juillet 1968
- Japon	: 21 mars 1969
- Australie : 8 mai 1969
- Mexique : 1er juillet 1971

## Production
La Gnome-mobile marque un retour pour le studio Disney au style initial, son « vrai métier » selon Leonard Maltin, la fantaisie. Le film est tiré du le roman d'Upton Sinclair En Gnomobile à travers l'Amérique (The Gnomobile) paru en 1936 inspiré par un voyage de l'auteur avec sa première voiture dans le parc national de Redwood le long de la côte Ouest des États-Unis. Le scénario du film comporte aussi des éléments de la philosophie Disney comme les enfants plus intelligents que la plupart des adultes, la Nature constamment détruite par l'homme et le monde des affaires est froid et cruel. La réalisation est confiée à un habitué du genre, Robert Stevenson qui avait dirigé Darby O'Gill et les Farfadets (1959), Monte là-d'ssus (1961) et Mary Poppins (1964). Il démontre par ces films qu'il maîtrise la technique pour rendre les éléments fantastiques réels au moins pour le jeune public. Walt Disney est très engagé dans la production du film principalement les réunions de définition du scénario. Il est ainsi intervenu pour que le personnage de Mulrooney soit plus un bûcheron dans l'âme qu'un multi-millionnaire. Pour illustrer son propos, Walt raconte une anecdote avec J. Arthur Rank, fondateur de la Rank Organisation qui avait organisé une soirée pour sa nomination chez Universal, il avait cuit son pain lui-même étant à l'origine un boulanger.
Le film comporte plusieurs scènes mouvementées malgré un rythme assez lents comme la course poursuite avec la limousine médicale qui tombe en morceaux en raison du mauvais état de la route. De nombreux effets spéciaux ont été utilisés pour le film et rappellent ceux de Darby O'Gill et les Farfadets (1959). Le procédé utilisé pour Darby O'Gill avec deux bandes de films a été réutilisé en les combinant pour avoir deux tailles de personnages. Une nouvelle fois, c'est le réalisateur Arthur J. Vitarelli qui dirige la seconde équipe et s'occupe des scènes avec des effets spéciaux, aux côtés d'Eustace Lycett et Robert A. Mattey. Vitarelli fan de voiture a dû chercher une Rolls-Royce Phantom II pour le film mais l'embrayage était très sensible et a cassé durant le tournage. Pour la scène de course poursuite, Vitarelli explique que l'ensemble des pièces de la limousine ont été truquées avec des vérins ou interrupteurs mais la voiture était un problème en elle-même car très stable, le reste tient dans les prouesses des cascadeurs.
Vitarelli utilise aussi une technologie nouvelle pour les animaux parlants avec Jasper, des audio-animatronics qui le mettent en garde contre les humains. La scène finale avec Jasper pourchassé par des femmes gnomes a été entièrement réalisée en studio. Les figurantes ont dû s'entraîner deux semaines pour sauter des arbres et tomber sur des matelas en mousse. William Tuntke a recréé la forêt de Redwood en studio avec huit troncs de 10 à 12 pieds qu'il a décoré avec deux camions d'écorces et un de feuilles et fougères provenant directement du Parc national de Redwood. Le montage des écorces, clouées sur les structures en bois et la pose des fougères et feuilles a nécessité une journée et demi de travail.
Parmi les acteurs, on note la présence de Karen Dotrice et Matthew Garber qui jouaient les enfants Banks dans Mary Poppins (1964) mais aussi Tom Lowell qui jouait le petit ami de Hayley Mills dans L'Espion aux pattes de velours (1965). Le rôle-titre devait être incarné par Spencer Tracy et malgré plusieurs entrevues au studio Disney, il refuse le rôle en raison de sa santé. Le rôle-titre revient alors à un acteur de l'écurie Disney, Walter Brennan, tout comme la plupart des autres rôles. Brennan interprète D. J. Mulrooney mais aussi Knobby.

## Sortie et accueil
Le film sort en salle le 12 juillet 1967. Les critiques ont salué le film à son annonce mais après l'avoir vu, ils considèrent que l'objectif n'est pas atteint. Howard Thompson du New York Times considère le film « bien intentionné mais malhabile ... l'esprit léger et l'action sont minés par un enchevêtrement de bouffonneries et de mouvements lourdement amenés. » Variety trouve le film « amusant mais un peu plat. » Judith Crist du New York Herald Tribune passe au-dessus de tout cela et considère le film comme très amusant.
Le film a été diffusé en deux épisodes dans l'émission The Wonderful World of Disney le 29 octobre et le 5 novembre 1978 sur NBC. Le film a été édité en vidéo en 1985.

## Analyse
Pour Leonard Maltin, le film doit sa qualité au scénario mais aussi au réalisateur Robert Stevenson dont les précédentes productions fantastiques font partie des plus grands succès du cinéma. Il souhaite que le film ressorte à nouveau pour que les gens puissent apprécier à l'excellence du film, une comédie fantastique qui se classe parmi les meilleures de Disney. John West trouve le film charmant avec de bons effets spéciaux hormis une scène au début qui utilise des audio-animatronics.